# Cèl·lula enterendocrina
Les cèl·lules enterendocrines es troben al tracte digestiu i al pàncrees, són cèl·lules que segreguen factors que regulen el funcionament d'altres cèl·lules del mateix epiteli, és a dir secreten els seus productes cap a la làmina pròpia o cap als vasos sanguinis subsegüents, per la qual cosa és una secreció endocrina.
Aquestes cèl·lules se sustenten sobre la làmina basal per un cantó i s'identifiquen dos tipus de cèl·lules enterendocrines, depenent de si a l'altre cantó arriba a la llum de la glàndula o no hi arriba. La major part no hi arriben i s'anomenen cèl·lules enterendocrines tancades. Algunes posseeixen una extensió citoplasmàtica prima amb microvellositats que hi arriba llavors se anomena cèl·lules enterendocrines obertes.
Les cèl·lules enterendocrines obertes són quimioreceptors primaris que examinen el contingut de la llum glandular i alliberen hormones depenen de la informació obtinguda en aquest procés.